# Galeria „Fra Angelico”
Galeria „Fra Angelico” − galeria powstała w 1986 roku z inicjatywy ówczesnego dyrektora Muzeum Diecezjalnego w Katowicach ks. dra Jerzego Myszora. Jej genezy należy szukać w Gołębniku – galerii działającej od 1983 roku przy Wyższym Śląskim Seminarium Duchownym w Katowicach. Galeria Fra Angelico stała się miejscem spotkań i wystaw artystów, którzy w stanie wojennym tworzyli niezależne formy działalności kulturalnej. Do pierwszego składu Rady Programowej galerii weszli: Maciej Bieniasz, Andrzej Kowalski, Roman Kalarus, Tadeusz Czober – przewodniczący Śląsko Dąbrowskiego Komitetu Kultury Niezależnej. Galeria była i jest nadal miejscem wystaw, promocji, spotkań artystów i otwartego dialogu Kościoła z postawami artystycznymi i intelektualnymi wyrażającymi się poprzez sztukę.
Od 1989 roku galerią kieruje ks. Henryk Pyka. Po 1989 roku galeria nie zawiesiła swojej działalności mimo że ustała aktywność wielu środowisk twórczych pod patronatem Kościoła. Muzeum Archidiecezjalne w Katowicach posiada archiwum działalności galerii i dokumentację wystaw w postaci katalogów i plakatów. Od 1986 roku galeria otwarła ogólnopolski konkurs na grafikę artystyczną opatrzony tytułem Ogólnopolskie Biennale Wobec Wartości.
W galerii gościło wielu uznanych artystów: Stanisław Rodziński, Marian Stępień, Janusz Karbowniczek, Roman Kalarus, Tadeusz Czober, Mariusz Pałka, Irena Popiołek, Arne Bernd - Rhaue (Niemcy), Młoda Sztuka Białorusi (12 artystów), Paweł Warchoł, Antoni Rząsa, Jutta Osten (Niemcy) i inni.